# Andrea Fernanda Tovar
Andrea Fernanda Tovar de la Peña (Caracas, Venezuela, 22 de agosto de 1990) es una futbolista profesional venezolana que se desempeña en el terreno de juego como guardameta. Su actual equipo es el Rayo Vallecano de la Primera Nacional Femenina de España (Liga F).

## Clubes
| Club                   | País      | Año         |
| ---------------------- | --------- | ----------- |
| Caracas FC             | Venezuela | 2008 - 2014 |
| São José Esporte Clube | Brasil    | 2015 - 2016 |
| Deportivo La Guaira    | Venezuela | 2017        |
| Alianza Petrolera      | Colombia  | 2018        |
| Deportivo Alavés       | España    | 2018 - 2020 |
| Getafe                 | España    | 2020 - 2022 |
| Rayo Femenino          | España    | 2022 -      |

## Palmarés
- Liga Nacional de Fútbol Femenino de Venezuela 2008-09 - Campeona
- Liga Nacional de Fútbol Femenino de Venezuela 2009-10 - Campeona
- Liga Nacional de Fútbol Femenino de Venezuela 2010-11 - Campeona
- Liga Nacional de Fútbol Femenino de Venezuela 2011-12 - Campeona